# Палермо (провинция)
Провинция Пале́рмо (итал. Provincia di Palermo, сиц. Pruvincia di Palermu) — упразднённая провинция автономной области Сицилия в Италии с населением 1 250 296 человек(на 30 апреля 2011 года). Территория провинции составляла 4992 км² и была разделена на 82 коммуны, которые составили новую территориальную единицу метрополитенский город Палермо.
Занимала первое место среди провинций Сицилии по площади территории и численности населения. Столица — город Палермо.
Граничила на западе с провинцией Трапани, на юге — с провинциями Агридженто и Кальтаниссетта, на востоке — с провинциями Мессина и Энна, на севере омывалась Тирренским морем. В состав провинции входил остров Устика в Тирренском море.
Достопримечательности сосредоточены главным образом в городах Палермо, Монреале и Чефалу. На территории провинции находятся руины древнегреческих городов Гимера и Солюнто. Городок Корлеоне приобрёл известность после издания романа Марио Пьюзо «Крёстный отец».

## География

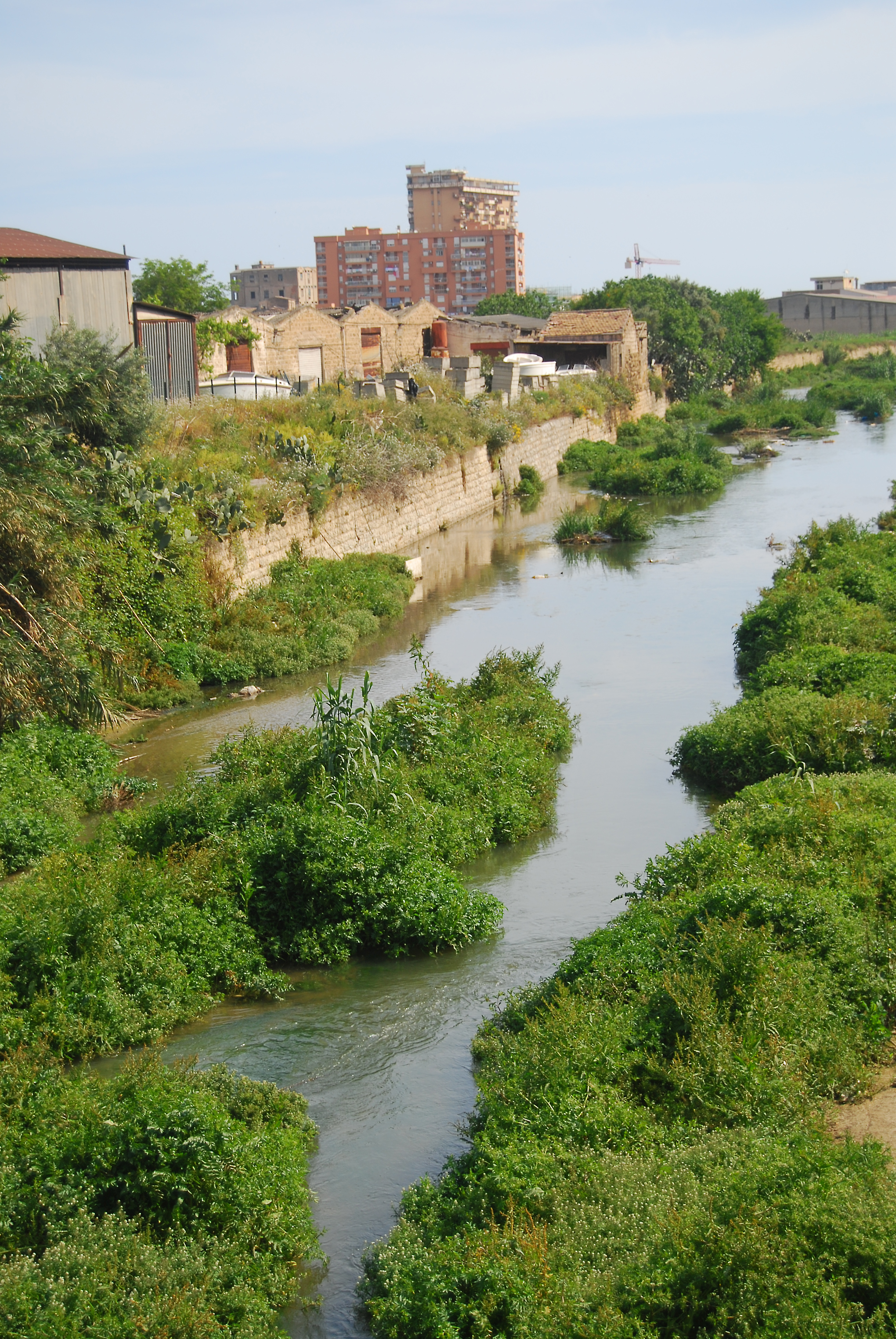
Орето

Провинция Палермо занимала большую часть северо-западной Сицилии, от города Поллина на границе с провинцией Мессина до столицы, города Палермо на равнине Конка д’Оро, между Палермскими горами и Тирренским морем.
Преобладает холмистая и горная местность с узкими прибрежными равнинами. Горы на территории провинции являются частью Сицилийских Апеннин. Особое место среди них принадлежит горному хребту Мадоние. Пик Пиццо-Карбонара (2000 м) занимает второе место по высоте среди гор на Сицилии. Первое место принадлежит Этне (3329 м). Другие горные хребты на территории провинции это прежде всего Сиканские горы, с пиками Рокка-Бузамбра (1613 м) и Монте-Каммарата (1578 м) и Палермские горы, с пиком Монте-Пиццута (1333 м) и Монте-Пеллегрино (609 м), горным мысом из известняка c многочисленными пещерами карстового происхождения, включая знаменитую пещеру Аддаура с наскальными рисунками эпохи мезолита.
Озёра в провинции искусственного происхождения. Это плотины, расположенные на холмистой местности. Некоторые из них стали местами стоянок для птиц во время миграции. Реки в провинции, это, прежде всего, Орето (22 км), протекает через столицу, Фьюме-Гранде (35 км), протекает через города Кальтавутуро, Чефалу, Черда, Коллезано, Шиллато, Склафани-Баньи, Термини-Имерезе и Валледольмо, Беличе (77 км), образованная слиянием двух рек — Беличе (45,5 км), берущей начало в Пьяна-дельи-Албанези, и Беличе (42 км), берущей начало в Сиканских горах, Элеутерио (около 30 км), берущая начало в районе озера Скандзано, протекает через города Маринео, Болоньетта, Мизильмери, Виллаббате, Фикарацци. Все реки впадают в Тирренское море.

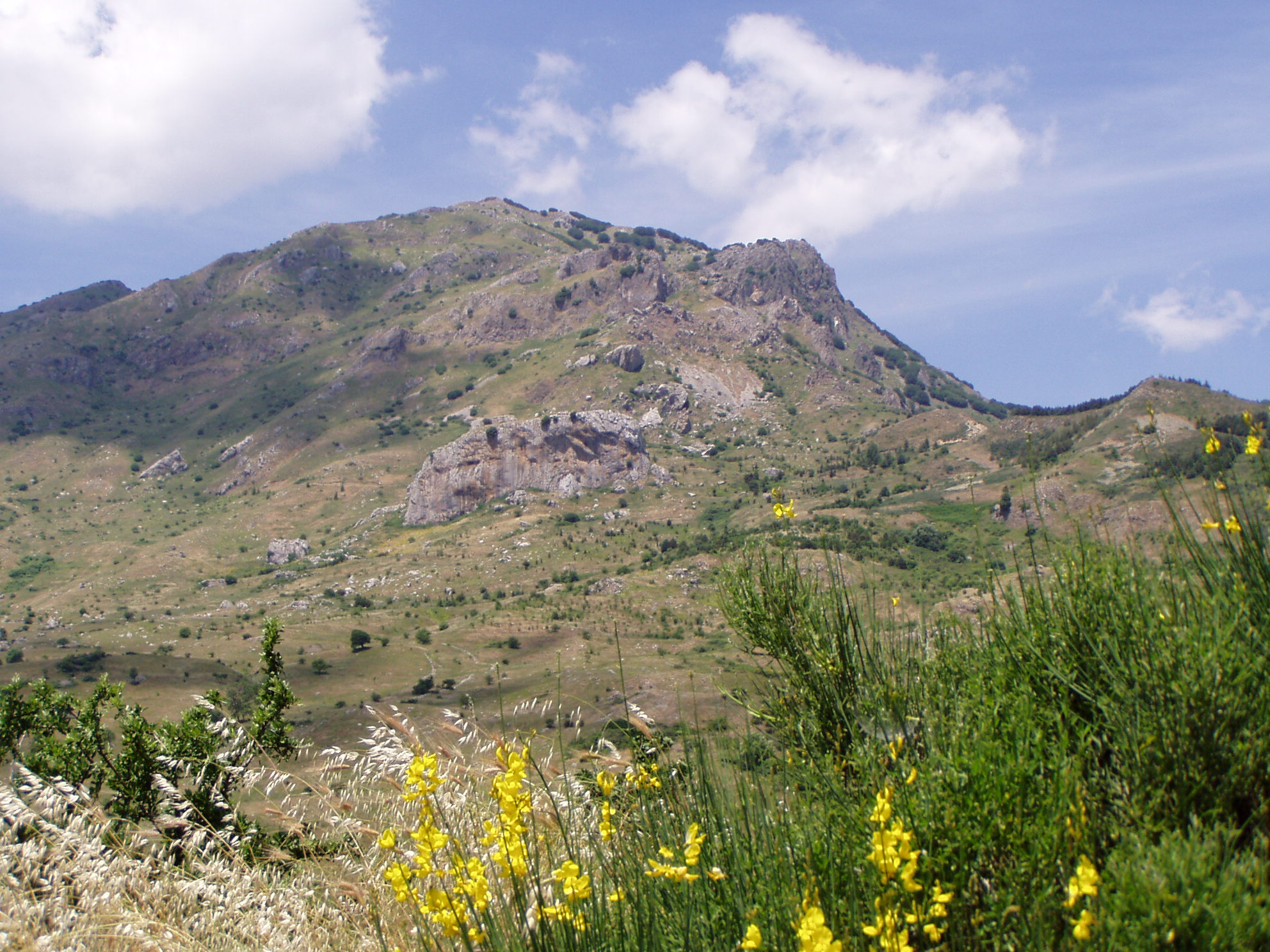
Мадоние

На территории провинции находится 12 природных парков и заповедников, среди которых особое место принадлежит региональному природному парку Мадоние. В этом парке находятся под охраной более половины всех видов растений-эндемиков (сицилийская пихта, василёк Укрии (Centaurea ucriae), василёк бузамбарский (Centaurea busambarensis), фиалка Укрии (Viola ucriana), дуб Гуссоне (Quercus gussonei)) и видов птиц, млекопитающих и беспозвоночных Сицилии. Из-за своих геологических особенностей, парк вошёл в список европейских геопарков. Другие природные парки и заповедники на территории провинции, это Монте-Пеллигрино, Капо-Галло, Изола-делле-Феммине, подводный природный парк Капо-Галло—Изола-делле-Феммине, Боско-делла-Фикуцца, Рокка-Бузамбра, Боско-дель-Каппелльере и Горго-дель-Драго, Серре-делла-Пиццута, Боско-ди-Фавара и Боско-Гранца, Гротта-ди-Энтелла, Монте-Карачи, природный подводный парк Изола-ди-Устика и Капо-Рама.
Согласно классификации климатов Кёппена климат провинции Палермо средиземноморского типа и относится к группе Cfal (умеренно тёплый климат с равномерным увлажнением, с температурой июля 23—28 °C, а января 10—18 °C). Зима короткая, прохладная. Лето долгое, жаркое. В прибрежных районах, включая столицу, средняя зимняя температура составляет около 11 °C. Иногда летняя температура повышается до 30—40С° при низком уровне влажности. Осадки характерны для зимнего времени года, в прибрежной полосе часто выпадают в форме дождя. В горных районах с ноября по март не редки низкая температура и снегопады, которые усиливаются с высотой. В летнее время климат засушливый, с частыми периодами полного или почти полного отсутствия осадков. В провинции расположены 4 метеостанции, официально признанные Всемирной метеорологической организацией: Палермо—Боккадифалько, Палермо—Пунта-Раиса, Прицци и Устика.

## История

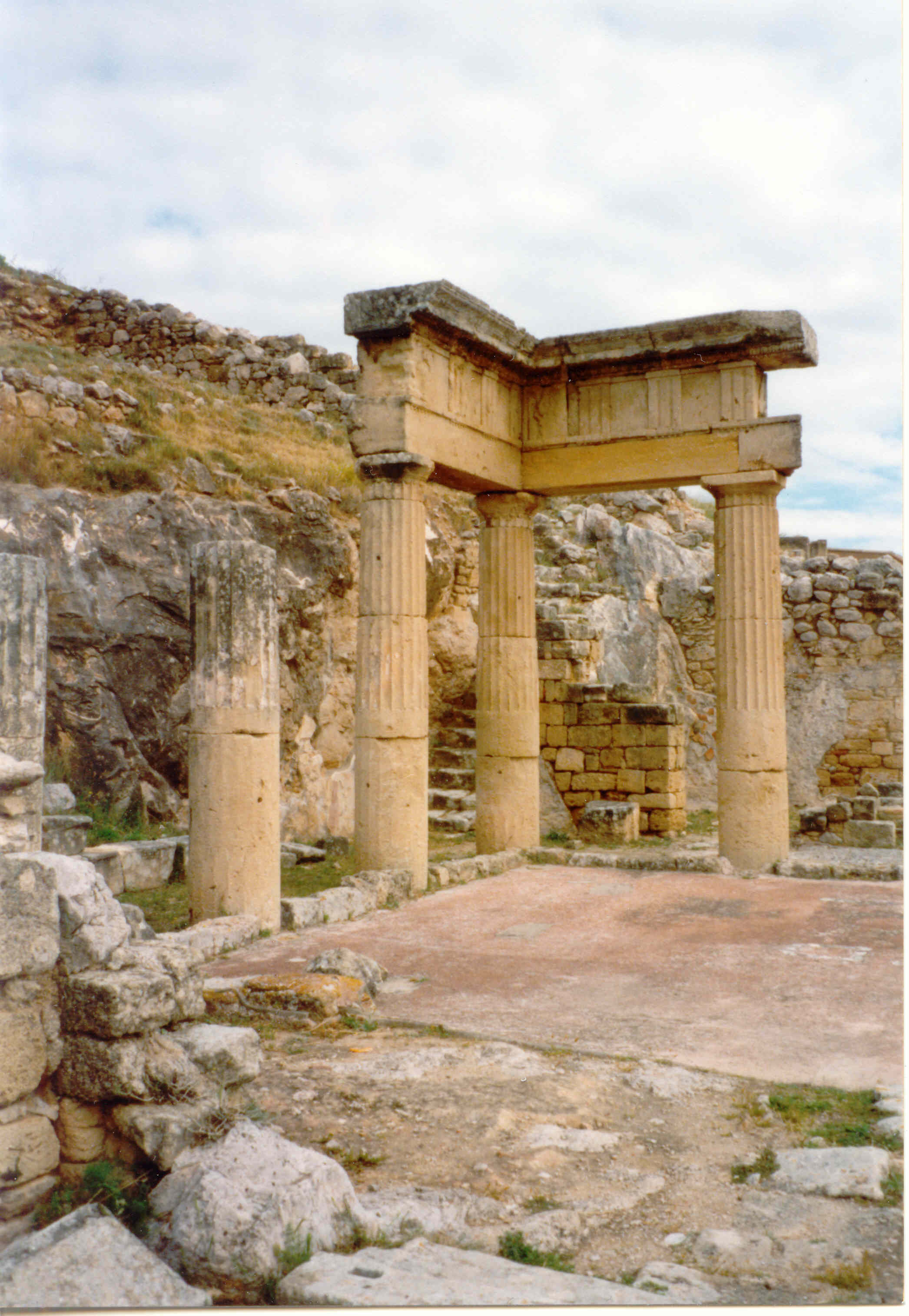
Руины Солюнто

Ранние свидетельства о жизни человека на территории провинции относятся к эпохе мезолита. К этому времени принадлежат наскальные рисунки в пещере Аддаура на Монте-Пеллегрино. Во время колонизации острова финикийцами и древними греками на территории провинции были основаны колонии Солюнто и Гимера, от которых сохранились руины.
Тогда же финикийцами был основан город Зиз, переименованный древними греками в Панормос, ныне Палермо. Этот город испытал на себе влияние древнегреческой, древнеримской и византийской культур. После завоевания Сицилии арабами-мусульманами, он стал центром Сицилийского эмирата. При правлении норманнов, город был объявлен ими столицей королевства Сицилии и приобрел статус культурного центра Европы. Здесь возникла школа сицилийской поэзии, положившая начало всей сицилийской литературе, а Джакомо да Лентини изобрёл форму сонета. Сицилийский язык стал первым литературным языком Италии. В 1282 году здесь началось событие, вошедшее в историю под названием Сицилийской вечерни.
Город был столицей королевства Обеих Сицилий до времени Рисорджименто. В конце XVIII века вице-короли Сицилии, заботясь о сохранении документов, касавшихся налогообложения, построили дворец в Палермо, ставший первым архивом на острове, действующим и сегодня. В начале XIX века в Палермо был основан университет, третий и последний из университетов, основанных на Сицилии.
Современная провинция Палермо была образована в 1861 году в составе единого Королевства Италии. В 1866 году в провинции произошло восстание антиунитарного характера, так называемое Восстание Семь с половиной, которое было жестоко подавлено. Территория провинции сильно пострадала во время Второй мировой войны.
По Конституции Итальянской республики 1946 года и закону региона Сицилия от 6 марта 1986 года в провинции действуют органы местного самоуправления, чья деятельность регулируется Уставом, принятом в 2003 году.
С 2015 года является Митрополийным городом

## Политика

Коммуны провинции Палермо

Административно провинция Палермо подразделяется на 82 коммуны: Алимена, Алиминуза, Алия, Альтавилла-Милича, Альтофонте, Багерия, Балестрате, Баучина, Бельмонте-Медзаньо, Бизаквино, Блуфи, Болоньетта, Бомпьетро, Борджетто, Валледольмо, Вентимилья-ди-Сицилия, Викари, Виллабате, Виллафрати, Ганджи, Годрано, Граттери, Джардинелло, Джерачи-Сикуло, Джулиана, Изнелло, Изола-делле-Феммине, Каккамо, Кальтавутуро, Кампореале, Кампофеличе-ди-Рочелла, Кампофеличе-ди-Фиталия, Кампофьорито, Капачи, Карини, Кастеллана-Сикула, Кастельбуоно, Кастельдачча, Кастроново-ди-Сичилия, Коллесано, Контесса-Энтеллина, Корлеоне, Кьюза-Склафани, Ласкари, Леркара-Фридди, Маринео, Меццоюзо, Мизильмери, Монреале, Монтелепре, Монтемаджоре-Бельсито, Палаццо-Адриано, Палермо, Партинико, Петралия-Сопрана, Петралия-Соттана, Полицци-Дженероза, Поллина, Прицци, Пьяна-дельи-Альбанези, Роккамена, Роккапалумба, Сан-Джузеппе-Ято, Сан-Мауро-Кастельверде, Санта-Кристина-Джела, Санта-Флавия, Сан-Чипирелло, Склафани-Баньи, Термини-Имерезе, Терразини, Торретта, Трабия, Траппето, Устика, Фикарацци, Черда, Чефала-Диана, Чефалу, Чиминна, Чинизи, Шара и Шиллато.
Герб провинции утверждён указом короля Витторио Эмануэле III от 9 августа 1910 года. На чёрном орле с распростёртыми крыльями, смотрящим в правую сторону, щит, разделённый на четыре части. В каждой части находится герб одной из четырёх территорий провинции: герб Палермо (в левом верхнем углу) — золотой коронованный орёл с опущенными крыльями на красном поле (символ королевской власти), герб Термини-Имерезе (в правом верхнем углу) — отшельник на вершине горы на серебряном поле (символ религии), герб Чефалу (в левом нижнем углу) — три золотые кефали направленные к золотой сфере в центре на серебристо-синем фоне (символ морского побережья провинции) и герб Корлеоне (в правом нижнем углу) — восстающий золотой лев, держащий в лапе красное пламенеющее сердце, на голубом фоне (символ внутренних районов провинции). Над гербом корона, украшенная драгоценными камнями, с двумя перекрещенными ветвями: оливковой (символ мира) и дубовой (символ силы). Флаг провинции представляет собой полотно амарантового цвета с изображённым на нём гербом провинции, над которым размещается надпись «Провинция Палермо» (итал. Provincia Regionale di Palermo).
Органы местного самоуправления, гарантированы Конституцией Итальянской республикой и региональным законодательством. Они занимаются вопросами экономического и социального развития территории, охраной культурного наследия и окружающей среды. В провинции действует свой Устав. Во главе провинции стоит президент. С 2008 года эту должность занимает, победивший на местных выборах, Джованни Аванти. Президент назначает вице-президента и советников, которые вместе с ним образуют правительство провинции. Действия правительства контролирует совет провинции, формируемый местными выборами. Совет провинции обладает исключительной компетенцией в законодательной деятельности и сфере налогообложения. Большое значение в провинции органы местного самоуправления придают борьбе с организованной преступностью (мафией) и её влиянием на подростков.

## Население
Провинция Палермо, с населением более чем в 1,2 миллиона человек, самая густонаселённая провинция на Сицилии, и плотность населения в ней выше, чем в среднем по региону и стране. Здесь проживает четверть населения острова, главным образом, в прибрежной полосе. Около 800 000 человек проживают в 5 городах провинции с населением выше 30 000 человек. В столице, городе Палермо проживает более 600 000 человек. Он занимает пятое место по численности населения среди городов Италии. Вокруг столицы образовалась агломерация, в которую входят соседние коммуны. Исключение составляют коммуны Багерия, Чефалу и Термини-Имерезе.
Население в провинции Палермо говорит на итальянском языке и палермском диалекте сицилийского языка. В коммунах Пьяна-дельи-Албанези, Контесса-Энтеллина и Санта-Кристина-Джела, где компактно проживают итало-албанцы распространён древнеалбанский язык. Община итало-албанцев в провинции Палермо самая большая на юге Италии.

## Экономика

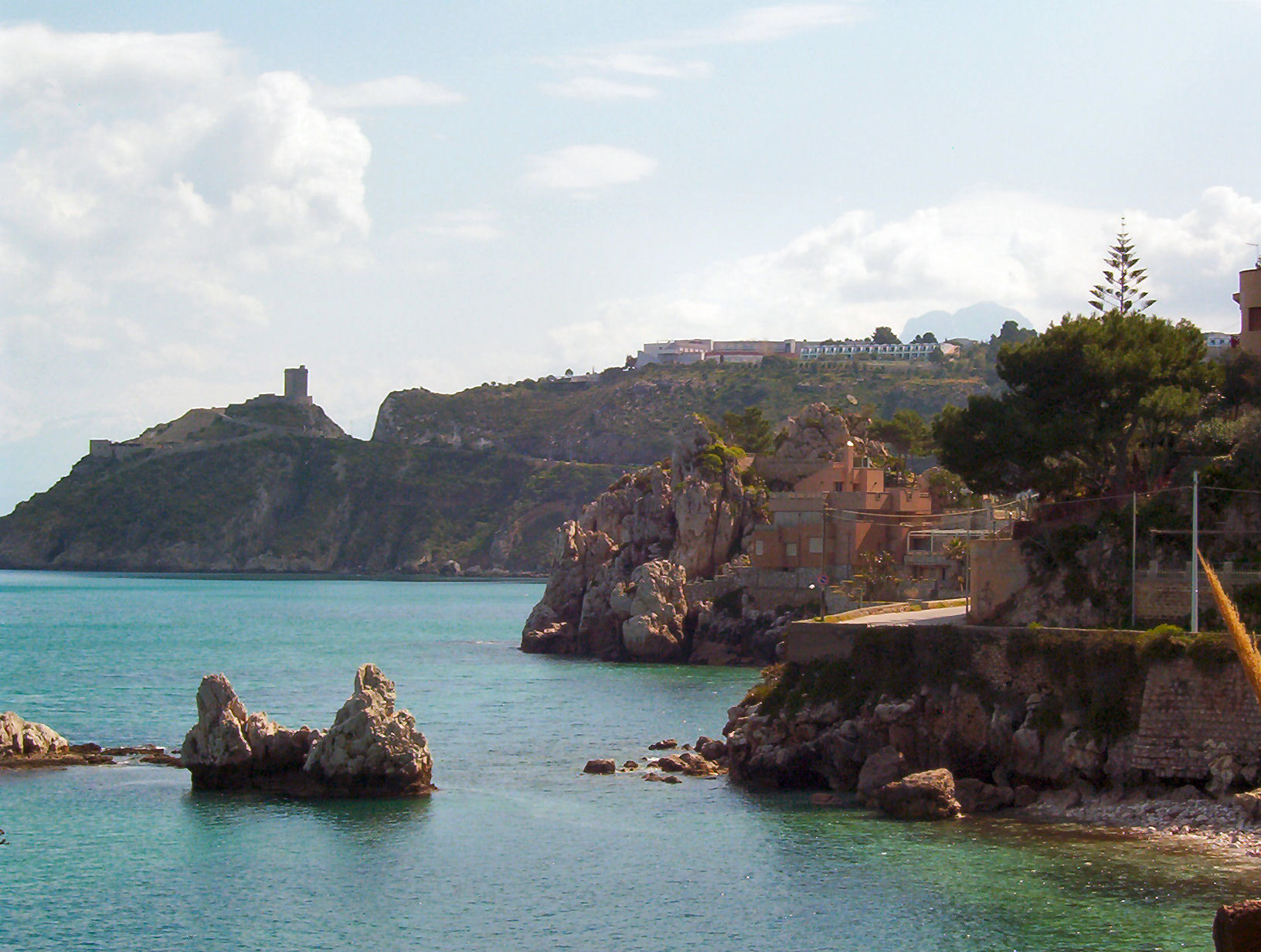
Побережье Альтавиллы

В провинции развитое сельское хозяйство, чему способствует плодородная почва и умеренный климат. Провинция является одним из крупнейших производителей лимонов в Европе, которые сюда привезли арабы в IX веке, вместе с шелковицей и рожковым деревом. Здесь производится оливковое масло и вина. Важную роль играет рыболовство. Под угрозой исчезновения в провинции находятся следующие сельскохозяйственные культуры: поздний мандарин из Чакулли, манна из Чефалу и Поллины, чечевица из Устики и мушмула из Трабии. Верфи в порту Палермо, одни из самых важных в стране. Другой важный объект промышленности провинции, завод FIAT в Термини-Имерези, основан в 1970 под названием SicilFiat. Также в Термини-Имерези, в 6 км от города, рядом с шоссе A19 , одна из крупнейших электростанций в стране, которая обеспечивает электроэнергией большую часть острова, вступила в строй в 1963. В провинции развивается производство электроэнергии через альтернативные источники. Хорошо развиты торговля и сфера услуг. Другим важным сектором местной экономики является туризм. Палермо, Монреале и Чефалу, самые популярные города провинции у туристов. Летом туристы отдыхают на пляжах в Чефалу, Монделло, Кампофеличе-ди-Рочелла, Альтавилла-Милича, Трабии, Балестрате, Поллине и на острове Устика. Зимой много туристов на горнолыжном курорте Пьяно-Батталья.

## Транспорт

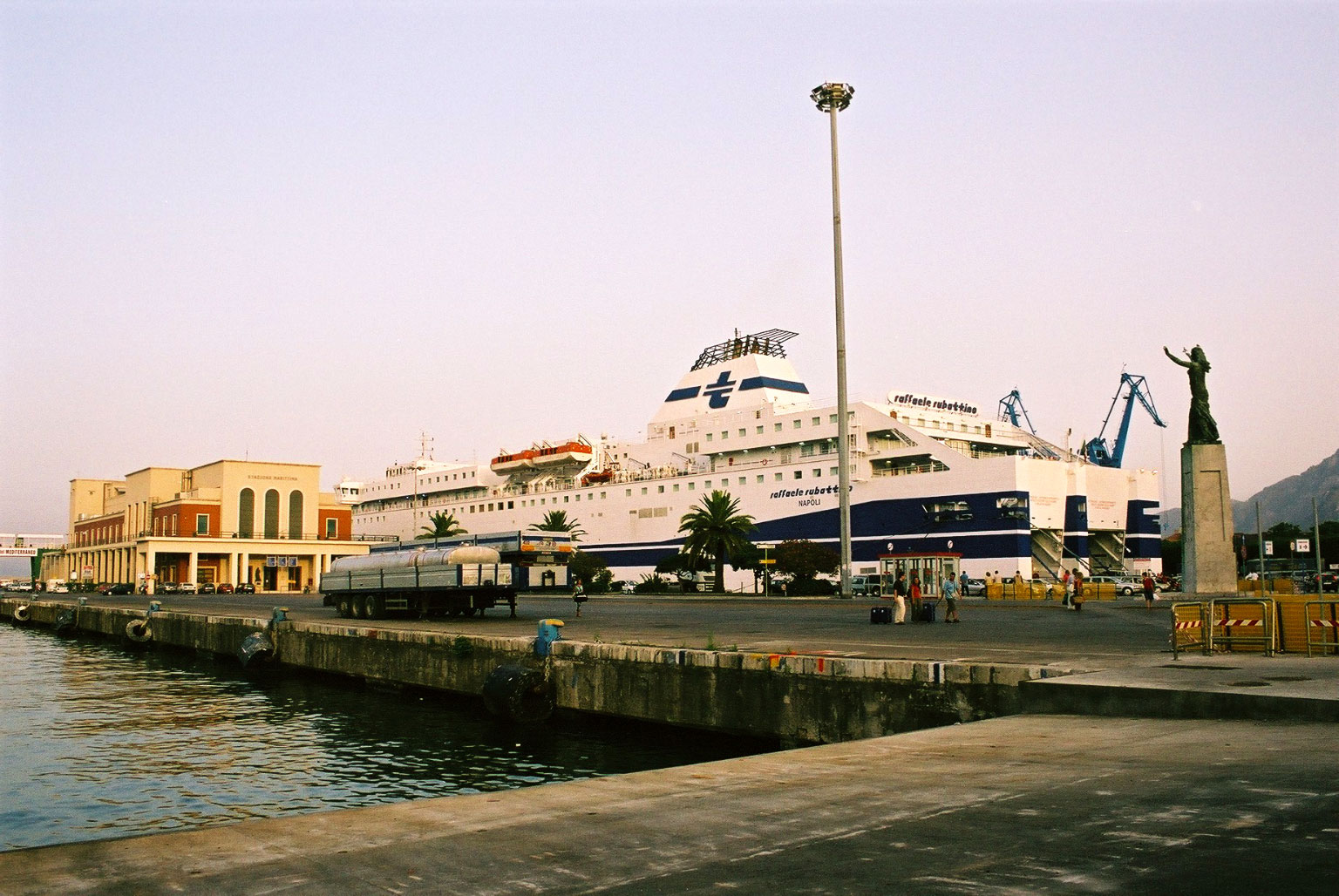
Порт Палермо

Город Палермо имеет обширную сеть автодорог. Шоссе A19 связывает Палермо с Катанией и проходит через центральную Сицилию. Оно также связывает столицу с коммунами на востоке — Виллабате, Багерия и Термини-Имерезе, имеет двойную полосу и аварийную полосу для каждого направления. Шоссе A20 связывает Палермо с Мессиной. Шоссе A29 связывает Палермо с Мадзара-дель-Валло и Трапани по ветке, которая пересекает равнину Трапани, с виноградниками по обочинам. Оно также соединяет столицу с аэропортом Палермо—Пунта-Раизи и шоссе Страдже-ди-Капачи, на котором мафия убила Джованни Фальконе и Франческу Морвилло. По территории провинции проходят несколько автотрасс государственного значения, например, Автострада SS113.
Среди железнодорожных магистралей в провинции, некоторые имеют важное значение для сицилийской железнодорожной сети, а линия Палермо—Мессина является частью государственной железнодорожной сети и соединяет остров с материком через паром. Другие линии, Палермо—Катания, Палермо—Агридженто, Палермо—Трапани. На линии Палермо—Катания через второй вокзал Кальтаниссетты действует переход на линию Кальтаниссетта Центральная, которая следует до Ликаты, Гелы, Рагузы и Сиракузы. На линии Палермо—Трапани есть ответвление до Мадзара-дель-Валло и Марсалы. В провинции Палермо с 1990 года действует метро.
В провинции два аэропорта — Палермо—Боккадифалько (бывший военный, перестроен в 2005 году) и Палермо—Пунта-Раизи им. Фальконе и Борселлино. Последний находится на скалистом берегу, на западе от столицы, с которой он связан метро и шоссе А29. Он является вторым по загруженности гражданским аэропортом на острове и одним из важных в стране, обслуживая север, запад и часть центральной Сицилии.
В провинции находятся несколько важных морских портов, включая порт Термини-Имерезе и порт Палермо. Последний связывает остров через паромы с Генуей, Ливорно, Чивитавеккья, Кальяри и Неаполем, а также с островом Устикой и другими мелкими островами у Сицилии. Из порта Палермо следуют международные рейсы до Туниса, Мальты, Валенсии и Афин. Порт Чефалу, известен стоянкой для яхт. Небольшая рыбацкая гавань Портичелло обеспечивает свежей рыбой рынки провинции.

## Культура

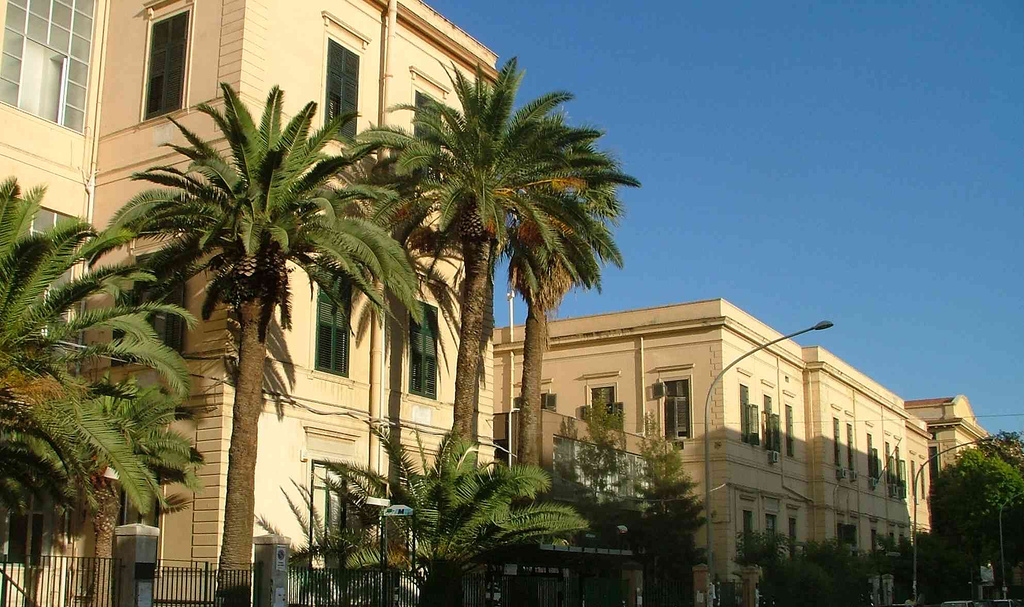
Университет

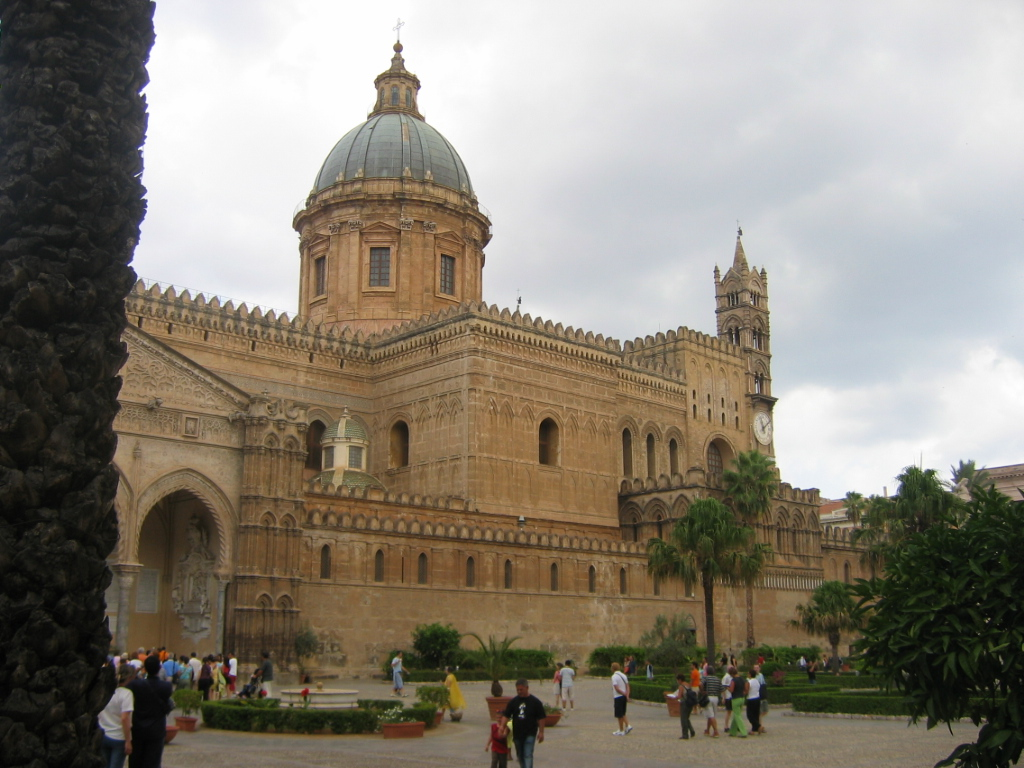
Собор в Палермо

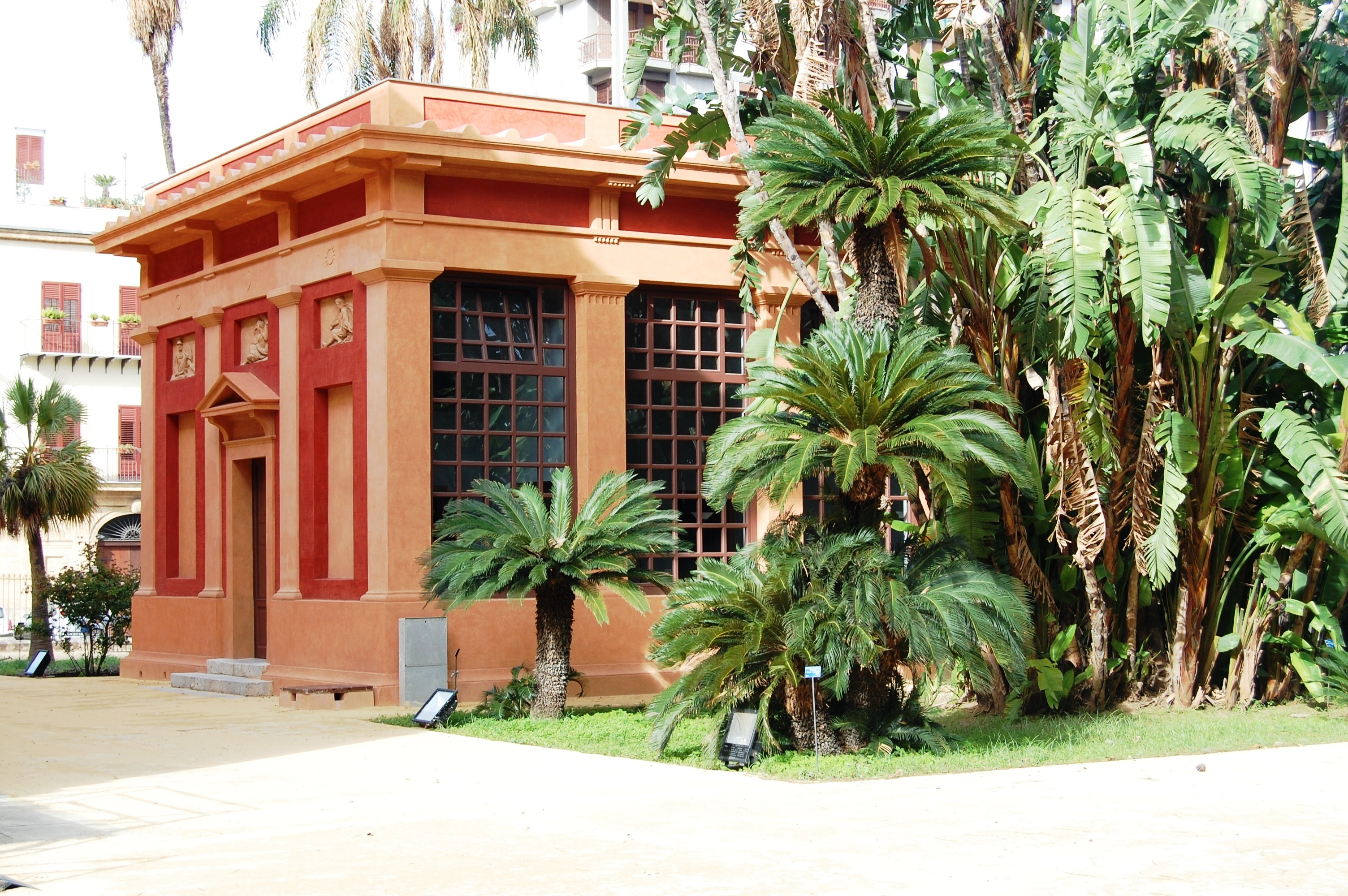
Ботанический сад

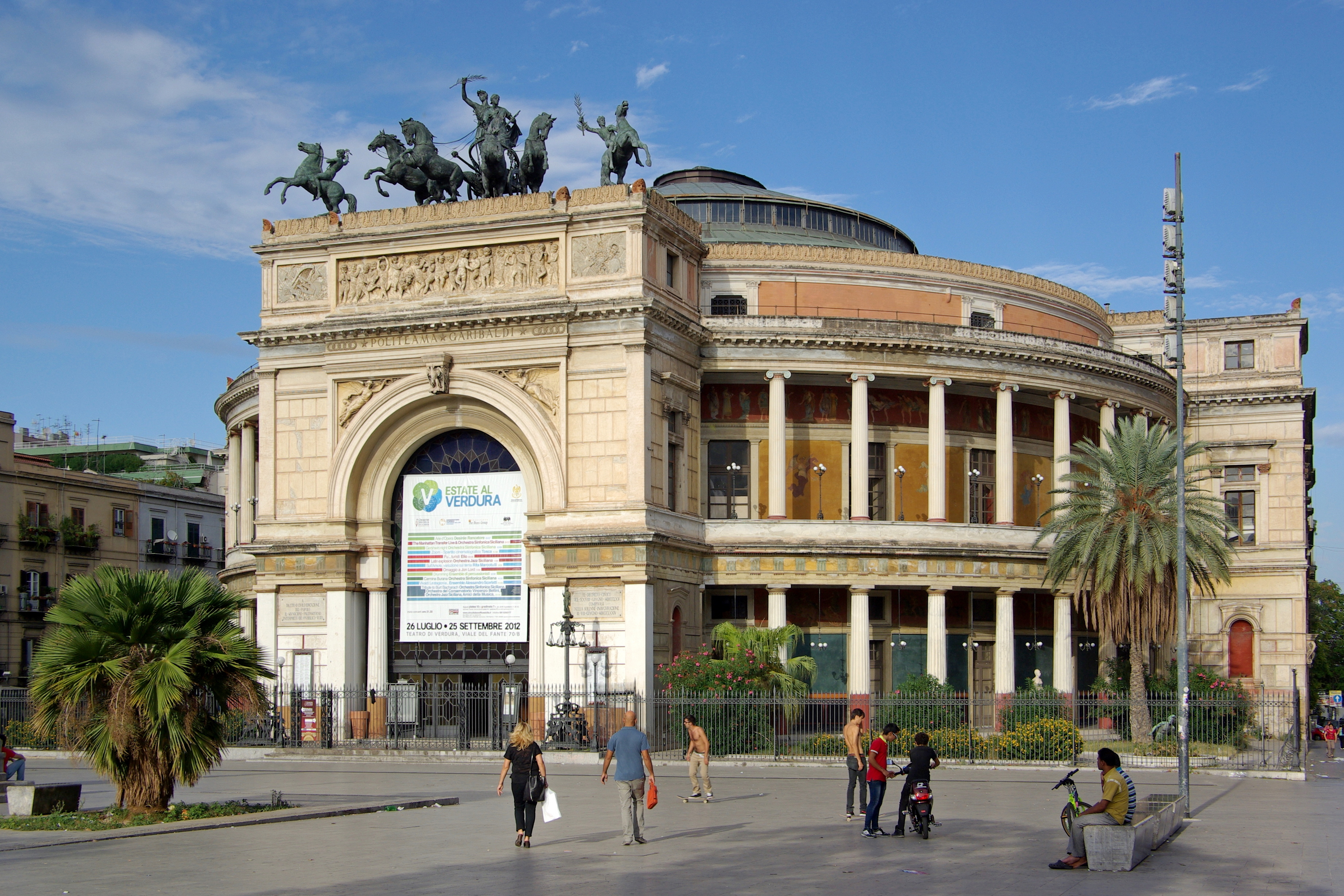
Политеама

### Образование
В провинции хорошо развита система среднего образования, как в столице, так и в коммунах, особенно в Багерии и Термини-Имерезе. В Палермо с 1805 года открыт и работает университет. Сегодня в нём на 12 факультетах и в 9 филиалах по всей Сицилии (в том числе в Кастельбуоно, Чефалу и Петралия-Соттана — коммунах провинции) обучаются 70 000 студентов.

### Архитектура
Архитектура в провинции Палермо представлена памятниками XI—XX веков в арабо-норманнском стиле, в стиле ренессанса, барокко, неоклассики. Ряд зданий построены в оригинальном умбертинском стиле. Большинство памятников архитектуры представлены замками и дворцами, соборами и церквями. Известные замки и дворцы в столице, это палаццо Норманни, палаццо Стери-Кьярамонте, Порта Нуова, палаццо Скалафани, палаццо Аютамикристо, палаццо Абателлис, Кастелло-а-Маре, Замок Маредольче. В других коммунах провинции также есть много замков, среди которых находится и Замок Карини. Известные культовые сооружения в провинции, действующие храмы Римско-католической церкви, представлены прежде всего соборами в Палермо, Монреале и Чефалу, а также церквями в Палермо — Сан-Джованни-деи-Леббрози, Сан-Катальдо, Сан-Джузеппе-деи-Театини, Марторана, Сан-Джованни-дельи-Эремити, Маджионе, Санта-Мария-делло-Спазимо, Санта-Тереза-алла-Кальса, Сант-Игнацио-алль-Оливелла, Санта-Катерина, Сан-Франческо, Санта-Цита, Санта-Мария-делла-Катена, Сант-Агостино, Санта-Мария-дельи-Анджели, Сан-Лоренцо, Розарио-ди-Сан-Доменико.

### Музеи
Половина всех музеев провинции Палермо находятся в столице. Это, прежде всего, Сокровищница кафедрального собора Палермо, Сокровищница Палатинской капеллы, Региональный археологический музей им. Антонио Салинаса, Галерея современного искусства Санта-Анна, Музей археологии и искусств им. Игнацио Мормино, Палаццо Ризо, Сицилийский этнографический музей им. Джузеппе Питре, Музей палеонтологии и геологии им. Гаэтано Джорджо Джеммелларо, Международный музей кукол в Палермо, Палаццо Мирто, Палаццо Сант-Элия, Музей института зоологии им. Джузеппе Ревербери, Музей Рисорджименто им. Витторио Эмануэле Орландо, Музей исламской культуры в Палермо, Музей архиепархии Палермо, Палаццо Циино, Музей моря в Палермо, Музей игрушек им. Пьетро Пирайно, Музей костюма им. Раффаэле Пирайно, Ботанический сад в Палермо и Палермская астрономическая обсерватория. Из музеев в других городах провинции внимания заслуживают Сокровищница кафедрального собора Монреале, Этно-антопологический музей в Прицци, Музей картин по обету Мадонны-делле-Милича в Альтавилла-Милича, Музей естественной истории им. Франческо Мина Полумба, Городской этно-антропологический музей им. Николы Барбато в Пьяна-делле-Албанези.

### Театры
В городе Палермо много театров, два из которых имеют историческое значение. Театр Массимо, крупнейший театр в Италии и третий по величине оперный театр в Европе (после оперных театров в Париже и Вене), всемирно известный своей идеальной акустикой. Театр Политеама, известный своим неоклассическим фасадом с барельефом в помпейском стиле и бронзовыми квадригой и всадниками над входом, является вторым по величине театром в городе. Местный кукольный театр находится под защитой ЮНЕСКО со статусом нематериального наследия человечества. В провинции, особенно в городах Палермо и Чефалу, до сих пор существуют мастерские палермской кукольной школы, которая в отличие от катанской школы, производит куклы меньшего размера, но более гибкие и, следовательно, более зрелищные в спектаклях.

### Фестивали
Традиционные фестивали в провинции Палермо ведут своё происхождение от праздников Римско-католической церкви, представленной в провинции митрополией Палермо (архиепархия Палермо, архиепархия Монреале и епархия Чефалу). Самыми значительными из праздников являются праздник Святой Розалии в Палермо (14—15 июля) и Страстная неделя во всех коммунах провинции. Зимой широко празднуются Крещение Господне (6 января) в Пьяна-дельи-Албанези, за неделю до начала Великого поста, как правило, в феврале, проходят карнавалы в Кастеллана-Сикула и Термини-Имерезе. Весной отмечаются Страстная пятница в Коллезано, где проходит процессия Крёстного пути, фестиваль пляшущего дьявола в Прицци в Пасхальное воскресенье, фестиваль артишоков в Черда (25 апреля), праздник Святейшего Распятия в Монреале (1—3 мая). Летом отмечаются праздник Санта-Мария-ди-тутте-ле-Грацие в Алие (2 июля), праздник Святой Анны в Кастельбуоно (25—27 июля), Преображение Господне в Чефалу (2—6 августа), в августе проходят сразу несколько праздников: в Кастельбуоно проходят средневековые турниры, в Валледольмо день Святого Антония (18 августа), праздник Сагра делла Спига в Ганджи, праздник Мадонна-делла-Люче в Чефалу, фестиваль верёвочного танца в Петралия-Соттана. Осенью отмечаются праздник Мадонны-делла-Милича (6—8 сентября) в Альтавилла-Милича и праздник Святого Креста (12—14 сентября) в Карини.

### Достопримечательности
| Фотография | Объект |
|            | Марторана — церковь в Палермо. Построена в 1143 году в арабо-норманнском стиле. Неоднократно перестраивалась и обновлялась. Известна своими византийскими мозаиками XII века. С 1869 года имеет статус национального памятника Италии |
|            | Сан-Джованни-дельи-Эремити — церковь в Палермо. Построена в 1136 году в арабо-норманнском стиле. С 1869 года имеет статус национального памятника Италии.                                                                             |
|            | Санта-Мария-Маддалена — церковь в Палермо. Построена в 1187 году в араба-норманнском стиле. Некоторое время была усыпальницей королей Сицилии. С 1891 года имеет статус национального памятника Италии.                               |

| Фотография | Объект |
|            | Палаццо дей Норманни — резиденция королей и вице-королей Сицилии. Построен в XI веке в арабо-норманнском стиле. В XVI веке часть дворца была перестроена в стиле Ренессанса. Самой известной частью дворца является Палатинская капелла. |
|            | Дуомо ди Монреале — кафедральный собор в городе Монреале. Построен в 1174—1267 годах в араба-норманнском стиле. Перестраивался в стиле ренессанса и барокко. С 1942 года имеет статус национального памятника Италии.                    |
|            | Руины Гимеры — руины храма Победы, строений и некрополя древнегреческой колонии на территории коммуны Термини-Имерезе, имевшей важное значение в античную эпоху. С 1905 года имеет статус национального памятника Италии.                |

### В популярной культуре
В произведениях многих сицилийских и зарубежных писателей местом действия являются города и коммуны провинции Палермо. В романах «Леопард» (Il Gattopardo, 1958) Джузеппе Томмази ди Лампедузы, «Сеятели чумы» (La diceria dell’untore, 1981) Джезуальдо Буфалино, «Забыть Палермо» (Oublier Palerme, 1966) Эдмонды Шарль-Ру, «Крестный путь в Палермо» (Lo Spasimo di Palermo, 1998) Винченцо Консоло, «Путеводитель по тайнам и удовольствиям Палермо» (Guida ai misteri e piaceri di Palermo, 1972) Пьетро Цуллино, «Преступления на улице Медина-Сидония» (I delitti di via Medina-Sidonia, 1996) Санто Пьяццезе и во многих новеллах Луиджи Натоли действия разворачиваются в городе Палермо. Местом действия романов «Улыбка неизвестного матроса» (Il sorriso dell’ignoto marinaio, 1976) и «Ночью, дом в дом» (Nottetempo, casa per casa, 1992) Винченцо Консоло стал город Чефалу, а действия в романе «Багерия» (Bagheria, 1993) Дачи Мараини, разворачивается в одноимённой коммуне.
Города Палермо и Чефалу стали местом постановок многих фильмов итальянских кинорежиссёров, среди которых широкую известность приобрели фильмы «Леопард» (Il Gattopardo, 1963) Лукино Висконти, «Каждому своё» (A ciascuno il suo, 1967) Элио Петри, «Сто дней в Палермо» (Cento giorni a Palermo, 1983) Джузеппе Феррары, «Новый кинотеатр «Парадизо»» (Nuovo Cinema Paradiso, 1988) Джузеппе Торнаторе, «Мэри навсегда» (Cento giorni a Palermo, 1988) и «Мальчишки на обочине» (Ragazzi fuori, 1990) Марко Ризи, «Забыть Палермо» (Dimenticare Palermo, 1990) Франческо Рози, «Открытые двери» (Porte aperte, 1990) Джанни Амелио, «Джонни Зубочистка» (Johnny Stecchino, 1991) Роберто Бениньи, «Постановщики свадеб» (Il regista di matrimoni, 2005) Марко Беллоккьо, «Под светом солнца» (Alla luce del sole, 2005) Роберто Фаэнцы.

### Кухня

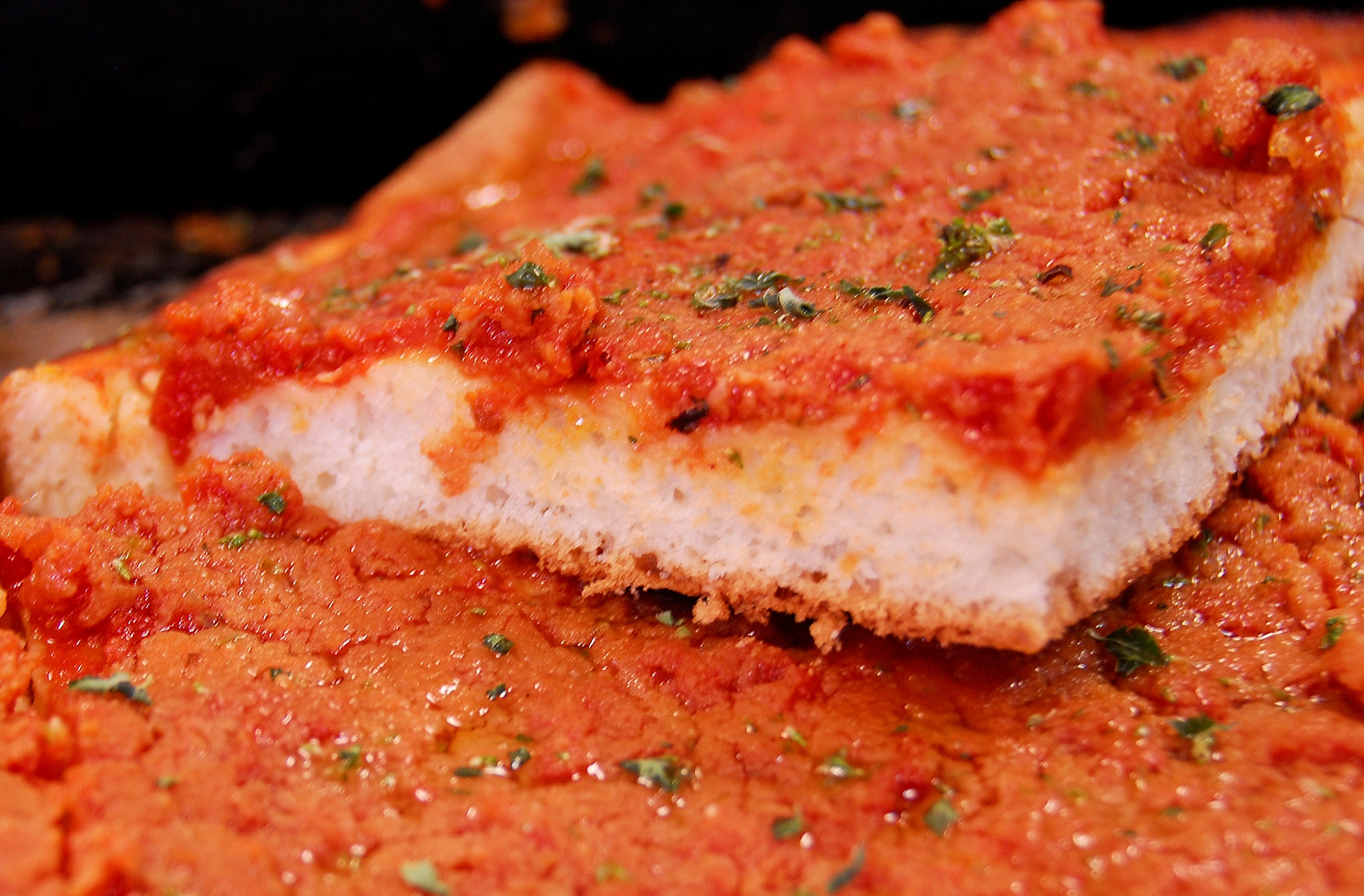
Сицилийская пицца

Традиционная кухня провинции Палермо отличается вкусовым разнообразием. Она включает следующие блюда из пасты: макароны с сардинами и макароны с сухарями и другими специями. Среди закусок особое место занимает капоната. Главное блюдо провинции, пани ка меуза — мягкий хлеб (вастедда), обсыпанный кунжутом и заполненный кусочками селезёнки и легких телёнка, можно попробовать во всех городских киосках.
Следующим, наиболее распространённым блюдом, является колбаса из мяса кастрированных свиней — сальсичча, которая производится во многих местах провинции, и прежде всего в Альтавилла-Милича. Оригинальный кебаб из Палермо представляет собой слои мяса телёнка, приправленные сухарями, изюмом, кедровыми орешками, сыром, с добавлением лаврового листа и лука. Также известным местным блюдом, занесённым в список Традиционных итальянских блюд, является сарде а беккафико по-палермски — сардины, фаршированные панировочными сухарями, лимоном и кедровыми орешками. В столице провинции готовят всемирно известную сицилийскую пиццу с помидорами, луком и сухарями. Особенно ценятся гурманами панелла — местные оладьи из муки обжаренного нута, которые едят с хлебом. Всюду в провинции можно попробовать аранчини. В местных кафе и ресторанах готовятся марципаны, получившие своё название в честь монастыря в Палермо. По традиции их готовят из миндального теста в форме символов или животных. Марципаны, одно из главных украшений местного стола на Пасху. Другими десертами местной кухни являются кассата, пудинг из дыни и гранита из лимона.

## Спорт

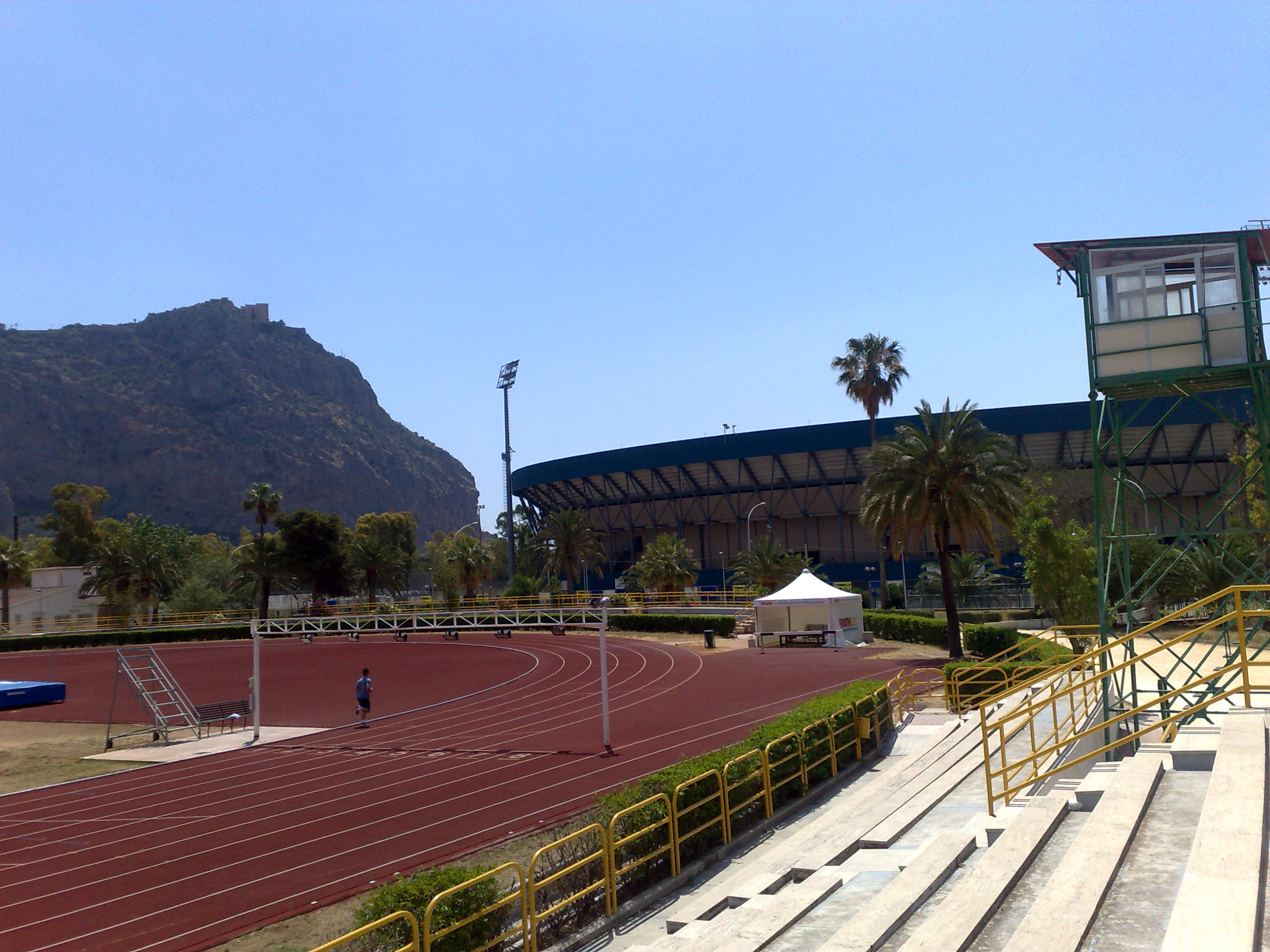
Стадио делле Пальме

Ежегодно в провинции проходит гонка спортивных автомобилей «Табличка Флорио» (итал. Targa Florio), основанная предпринимателем Винченцо Флория 6 мая 1906 года. Гонка проводилась по перекрытым дорогам общего пользования возле Палермо до 1977 года, когда по причинам безопасности она стала проводиться как раллийная гонка.
Футбол является самым популярным видом спорта в провинции. Футбольный клуб Палермо (итал. US Citta di Palermo), основанный в 1900 году, в 1932, 1972 и 2004 годах играл в высшем дивизионе (Серия А) чемпионата Италии по футболу. С 1987 года клубом управляет предприниматель Маурицио Дзампарини.
В 1936 году в Палермо был построен стадион Ренцо Барбера, который вмещает почти 37 000 человек и служит площадкой для проведения чемпионатов серии А, Кубка Италии и Лиги УЕФА. В 1990 году на этом стадионе прошёл один из этапов чемпионата мира по футболу в Италии. Другие спортивные площадки в провинции, это Дворец спорта в Палермо на 10 000 мест, Дворец спорта им. Марцио Триколи в Чефалу на 4 000 мест, Центр спортивной гребли и гребли на каноэ им. Вито Алеса в Пьяна-дельи-Альбанези, Дворец спорта в Багерии на 2 000 мест, Дворец спорта в Кальтавутуро на 500 мест, бассейн в Изнелло, велосипедная трасса в Корлеоне, поле для игры в бейсбол в Устике, стадион Стадио делле Пальме в Палермо для проведения соревнований по лёгкой атлетике, ипподром Делла Фаворита, велодром им. Паоло Борселлино, Олимпийский бассейн, автодром в Черда.

## Известные уроженцы и жители
- Розалия из Палермо (1130—1166) — святая.
- Алессандро Скарлатти (1660—1725) — композитор.
- Моска, Гаэтано (1858—1941) — юрист и социолог.
- Феделе Тиррито (1717—1801) — художник.
- Джованни Мели (1740—1815) — поэт и драматург.
- Алессандро Калиостро (1743—1795) — авантюрист.
- Микеле Амари (1806—1889) — историк.
- Станислао Канниццаро (1826—1910) — химик.
- Гаэтано Джорджо Джеммелларо[итал.] (1832—1904) — геолог и палеонтолог.
- Джузеппе Томази ди Лампедуза (1896—1957) — писатель.
- Ренато Гуттузо (1911—1987) — художник.
- Витторио Де Сета (1923—2011) — кинорежиссёр.
- Джузеппе Карузо (род. 1934) — актёр.
- Джованни Фальконе (1939—1992) — борец с мафией.
- Паоло Борселлино (1940—1992) — борец с мафией.
- Джованни Соллима (род. 1962) — виолончелист.
- Джузеппе Торнаторе (род. 1956) — кинорежиссёр.